# Hilaire Étienne Octave Rouillé de Boissy
Pour les articles homonymes, voir Boissy.
Pour les autres membres de la famille, voir Famille Rouillé du Coudray.
Hilaire Étienne Octave Rouillé du Coudray, marquis de Boissy, est un homme politique français né à Paris le 4 mars 1798 et mort à Louveciennes le 26 septembre 1866.

## Biographie

### Entourage familial
Arrière-petit-fils d'Hilaire-Armand Rouillé du Coudray (1684-1759), il est le fils d'Hilaire Rouillé du Coudray (1765-1840), marquis de Boissy, pair de France en 1815.  
Par sa mère, sœur du marquis d'Aligre (1770-1847), il est le petit-fils du président Étienne François d'Aligre, l'une des plus grandes fortunes de l'Ancien Régime. 
En 1823, il épouse Amélie Charlotte Julie Musnier de Folleville (Manancourt, Somme, 16 septembre 1803 - Paris, 17 juillet 1836), fille de Louis François Félix Musnier de la Converserie, général et comte de l'Empire, grand officier de la Légion d'honneur, et d'Adèle Françoise Gabrielle de Folleville. 
Veuf, il se remarie à Paris le 15 décembre 1847 avec Teresa Gamba Ghiselli, veuve du comte Alexandre Guiccioli.
De son premier mariage, il  a deux filles : Etiennette Catherine Octavie Adèle Rouillé de Boissy (Florence - Italie - 21 mai 1824, Rome - Italie - 25 février 1866), mariée en 1843 avec Charles Louis Josselin de Rohan-Chabot, dixième duc de Rohan ; et Félicie Catherine Amélie Rouillé de Boissy, morte sans alliance en 1860.

### Activité politique
Conseiller général du canton de Charost (Cher), où il possède le château de Castelnau et son domaine, à Plou, il est nommé pair de France le 7 novembre 1839 par ordonnance du Roi Louis-Philippe Ier. 
Il ne tarde pas à se faire remarquer par l'indépendance et la singularité de son caractère et, dit un biographe, « par un genre oratoire en opposition constante avec les convenances parlementaires établies dans la haute Chambre. » « Ses opinions politiques, assez difficiles à préciser, le tenaient, pour ainsi dire, en dehors de tous les partis, et son caractère, aussi original qu'indépendant, le portait à combattre une proposition avec d'autant plus d'acharnement qu'il savait, d'avance, qu'elle réunirait la presque unanimité des suffrages » (Dictionnaire des parlementaires français).
Il débute au Palais du Luxembourg en s'opposant avec une grande vivacité à un projet de loi tendant à accorder, à titre de récompense nationale, une pension à la veuve du colonel Combes.
– La Chambre, dit-il, n'interprétera point avec sévérité ma persistance. Elle sera juste : elle y verra la religion du devoir devant lequel aucun de nous ne recule : toujours émettre son opinion quand il juge utile qu'elle soit connue, la toujours soutenir quand il lui paraît important qu'elle triomphe, et cela alors même que, pour ses convenances personnelles et pour ses affections, il préférerait ne point élever la voix...
Il soulève pourtant, ce jour-là, de violentes exclamations. Vivement interrompu, depuis lors, chaque fois qu'il monte à la tribune, il ne se fait pas faute d'en user de même lorsque les orateurs du gouvernement prennent la parole. Un jour qu'il demandait aux ministres pourquoi ils tenaient la garde nationale en suspicion, il répond à la majorité et au président de la Chambre des pairs, le chancelier Pasquier :
– Je ne conçois pas qu'on ne permette pas de dire ici ce qui se dit à une autre tribune. Nous pairs de France, montrons-nous donc un peu plus conservateurs de la dignité, des prérogatives de la pairie. Deux tribunes existent, égales en droit, quoiqu'avec des droits différents ; n'abaissons pas la nôtre, et disons donc ce qui est dans notre opinion et ce que nous croyons utile au pays.
Il dit un jour à Guizot, qui justifiait sa politique par des raisons diplomatiques :
– À mon sens, la vérité est le moyen d'arriver plus vite au but ; la plus grande habileté, c'est la franchise.

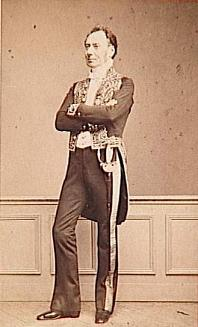

Adversaire des traités de 1831 et de 1834 et de l'entente cordiale entre la France et le Royaume-Uni, il demande la révision de la convention sur le droit de visite des navires : « Ce n'est pas, dit-il, élever une prétention imprudente qui puisse compromettre la paix. C'est, au contraire, écarter avec une sollicitude intelligente ce qui, certainement, la troublerait dans un avenir prochain. » Il réclame également (1840) la suppression du gouvernement militaire en Algérie et son remplacement par un gouvernement civil au nom de la séparation des pouvoirs. Il intervient à plusieurs reprises dans les discussions sur les affaires étrangères, pressant le gouvernement d'adopter une attitude plus ferme à l'égard des puissances, et sur le budget.
Son franc parler a le don d'exaspérer ses collègues, tandis que la presse et le public s'amusent fort de ses saillies .
À la mort de son père, en 1840, le marquis de Boissy, devenu maître de sa fortune, crée le journal Le Législateur, qui n'a qu'une existence éphémère. 
Le 15 décembre 1847, à Paris (chapelle du Luxembourg), il se remarie avec la comtesse Teresa Guiccioli (1800-1873), que sa liaison avec Lord Byron avait rendue célèbre.
Comme il s'était fait une sorte de popularité en dénonçant à la tribune tous les « scandales du jour », il fut invité, durant la campagne des banquets, au banquet réformiste du XIIe arrondissement de Paris et accepta l'invitation. Pour autant, il échoue aux élections à l'Assemblée constituante d'avril 1848.
Après le rétablissement de l'Empire, Napoléon III l'appelle au Sénat le 4 mars 1853. À demi rallié au gouvernement impérial, il se signale encore par de bruyantes interventions et par quelques discours, notamment sur la question du pouvoir temporel du pape (1865), qui ne laissent pas d'être assez désagréables au pouvoir. 
Ces discours, parfois incohérents, entremêlés souvent de mots spirituels, contiennent toujours des protestations de dévouement envers l'empereur qui, par les critiques qui les accompagnaient, prennent, peut-être en dépit de leur auteur, des airs de cruelles railleries. Il paraît pour la dernière fois au Sénat en 1866, l'année même de sa mort, dans la discussion de l'adresse :
– Existe-t-il au monde, dit-il, quelqu'un qui soit complètement satisfait de la situation ?
– Oui, sans doute, nous sommes tous très contents, répondent, selon Le Moniteur, des voix nombreuses.
– Je ne le crois pas, réplique le marquis de Boissy.
En 1848, il avait vendu le château de La Marre et le moulin de la Ramée à Douy-la-Ramée, acquis par son père en 1785, à M. Fouillaux, cultivateur et meunier.

## Distinctions
- Officier de la Légion d'honneur (14 juin 1856)[4]

### Œuvres
- Mémoires du marquis de Boissy 1798-1866, rédigés d'après ses papiers par P[aul] Breton, avocat, l'un de ses anciens secrétaires. Précédés d'une lettre-préface par Mme la marquise de Boissy, 1870, Paris, E. Dentu, tome 1[5], tome 2[6].

## Pour approfondir

### Sources
- Marie-Nicolas Bouillet  et Alexis Chassang (dir.), « Hilaire Étienne Octave Rouillé de Boissy » dans Dictionnaire universel d’histoire et de géographie, 1878 (lire sur Wikisource)
- « Hilaire Étienne Octave Rouillé de Boissy », dans Adolphe Robert et Gaston Cougny, Dictionnaire des parlementaires français, Edgar Bourloton, 1889-1891 [détail de l’édition]

### Pages connexes
- Liste des membres de la Chambre des Pairs (Monarchie de Juillet)